# Richard Wilson (écrivain)
Pour les articles homonymes, voir Richard Wilson et Wilson.
Richard Wilson, né le 23 septembre 1920 à Huntington Station dans l'État de New York et mort le 29 mars 1987, est un écrivain et fan américain de science-fiction. 

## Carrière d'écrivain
Membre des Futurians, son travail a été plusieurs fois sélectionné pour le prix Nebula, qu’il gagne en 1968 et pour le prix Hugo.
Son autre contribution majeure à la science-fiction et à l’Université de Syracuse est de réunir les donations de plusieurs écrivains de science-fiction de premier plan à la George Arents Research Library. Wilson écrit un article intitulé Syracuse University's Science Fiction Collections dans le numéro de mai 1967 du magazine Worlds of Tomorrow (en). La collection réunit des manuscrits, des épreuves, des magazines, des correspondances et des pièces d’arts données par Piers Anthony, Hal Clement, Keith Laumer, Larry Niven, Frederik Pohl et d’autres, dont Wilson lui-même. Après un passage dans un hangar annexe, les papiers sont entreposés au dernier étage de l’Ernest Stevenson Bird Library du campus de l’Université de Syracuse. Cette collection a été appelée la « plus importante collection de manuscrits et papiers de science-fiction au monde. »
Il travaille également dans les relations publiques comme directeur du Bureau de l’information de l’Université de Syracuse de 1964 à 1980. Il devient rédacteur en chef de l’Université en 1980 avant de partir à la retraite en 1982. Il meurt en mars 1987.

## Œuvres

### Romans
- Les Visiteuses de la planète 5, 1962 ((en) The Girls from Planet 5, 1955)
- (en) Those Idiots from Earth, 1957
- (en) 30-Day Wonder, 1960
- (en) And Then the Town Took Off, 1960
- (en) Time Out for Tomorrow, 1962

### Nouvelles
- Les Travailleurs immigrés, 1984 ((en) Man Working, 1958)
- Huit milliards d’hommes à Manhattan, 1966 ((en) The Eight Billion, 1965)Sélectionnée pour le prix Nebula de la meilleure nouvelle courte 1965
- Un coup tu la vois, 1984 ((en) See Me Not, 1967)
- Pastorale pour une Terre qui meurt ((en) Mother to the World, 1968)Prix Nebula de la meilleure nouvelle longue 1968
- (en) The Story Writer, 1979Sélectionnée pour le prix Nebula du meilleur roman court 1979